# Монетизация программного обеспечения
Монетизация программного обеспечения — стратегия, используемая компаниями-разработчиками программного обеспечения и поставщиками устройств (особенно IOT) для увеличения прибыли от их программного обеспечения. Лицензирование программного обеспечения этой стратегии позволяет компаниям-разработчикам программного обеспечения и поставщикам устройств одновременно защищать свои приложения и встроенное программное обеспечение от несанкционированного копирования, распространения и использования, а также получать дополнительные доходы с помощью различных способов ценообразования и упаковки. Независимо от того, размещено ли программное приложение в облаке, встроено ли в аппаратное обеспечение или установлено локально, монетизация программного обеспечения может помочь компаниям извлечь максимальную ценность из своего программного обеспечения. Другим способом монетизации программного обеспечения может быть встроенная реклама и различные способы компенсации, доступные издателям программного обеспечения. Pay-per-install (PPI), например, создаёт доход, объединяя рекламные программы с бесплатными или условно-бесплатными приложениями.
Для наиболее эффективной монетизации ПО необходимо решить множество задач — из каких наборов модулей будут состоять типовые продукты, какие лицензионные ограничения к ним будут применяться, как ограничения будут контролироваться, на каком носителе клиент будет получать лицензию, как вести учет выданных лицензий, как их обновлять, как построить процесс при продаже через дистрибьюторов, как собирать статистику использования продукта и многое другое.
Можно выделить несколько ключевых факторов для обеспечения успешной монетизации ПО:
- эффективность компоновки предложения из отдельных модулей
- защита продукта от взлома
- установка и управление лицензионными ограничениями
- сбор статистики для дальнейшего развития продукта

История термина
Термин “монетизация программного обеспечения” стал активно употребляться в сфере информационной безопасности с 2008 года, но точное его происхождение неизвестно. Изначально он использовался для определения ценности лицензирования для cloud-hosted приложений, позже распространился на встроенное и локальное программное обеспечение. На данный момент "монетизация программного обеспечения" как термин широко применяется в решениях по лицензированию, защите и управлению правами на программное обеспечение. 
Термин также используется в области цифровой рекламы применительно к решениям, которые увеличивают доход за счет установки, трафика, медийной рекламы и поиска.
Компоновка программного обеспечения
Практически любое ПО имеет несколько версий под различные цели. Они отличаются набором доступной функциональности, моделям лицензирования и цене. Для подбора оптимальной компоновки программного обеспечения следует обратить внимание на:
- универсальность продукта

- гибкость модели лицензирования
- адаптивность бизнес-модели.

Защита программного обеспечения
Для эффективной монетизации программного обеспечения качественной его защиты имеет критическое значение. Появление пиратских копий — прямой убыток компании, а кража непосредственно самого программного кода полностью сводит на нет уникальность всех технологических новинок реализованных компанией-разработчиком. Помимо этого, неспособность защитить свои разработки портит репутацию и самой компании.
Управление лицензиями
Лицензирование продуктов должно легко сочетаться с его компоновками и ценообразованием, быть прозрачным для пользователей и достаточно гибким для быстрого внесения необходимых изменений, как со стороны компании так и конечных пользователей. Организация эффективного управления монетизацией программного обеспечения зависит от трех факторов: централизация, автоматизация и поддержка пользователей. Все перечисленные факторы сочетаются в уже имеющихся на рынке решениях для монетизации ПО. Их использование позволяет избежать ошибок вызванных человеческим фактором, создавать отчетность об уже выданных лицензиях и отслеживать тренды среди клиентов.
Отслеживание использования программного обеспечения
Отслеживание объемов использования продукта позволяет получить коммерчески значимую информацию, которая необходима чтобы:
- Отслеживать соблюдение лицензионных ограничений и строить детальные отчеты;
- Оптимизировать инвестиции в развитие продукта с учетом реальной статистики использования этого продукта конечными пользователями;
- Автоматизировать процессы маркетинга и продаж программного обеспечения;
- Определять наиболее перспективные ниши для дальнейших инвестиций и развития продукта.

Отслеживание использования ПО позволяет подобрать наиболее эффективные подходы к ценообразованию, компоновке и маркетинговым решениям для продукта, основываясь на реальных данных и поведении пользователей.